# Hüseyin Dağ
Hüseyin Dağ (* 17. Januar 1968 in Şanlıurfa) ist ein ehemaliger türkischer Fußballspieler und -trainer. Aufgrund seiner Tätigkeit wird er mit Şanlıurfaspor assoziiert.

## Spielerkarriere
Die Spielerkarriere von Dağ ist wenig bekannt. Dokumentiert ist, dass er im Sommer 1993 beim Lokalverein seiner Heimatstadt, beim Drittligisten Şanlıurfaspor, einen Profivertrag erhielt. Hier kam er als Ergänzungsspieler zu wenigen Spieleinsätzen, war aber Teil der Mannschaft die als in der Drittligasaison 1994/95 Meister der Liga wurde und so den Aufstieg in die 2. Futbol Ligi erreichte. Sein Vertrag bei Şanlıurfaspor wurde bis ins Jahr 1997 verlängert. Die nachfolgenden zwei Jahre seiner Karriere sind unbekannt. 1999 begann er dann als Trainer zu arbeiten.

## Trainerkarriere
Dağ begann ab dem Sommer 1999 als Trainer zu arbeiten und betreute als erste Tätigkeit die Reservemannschaft von Şanlıurfaspor, die damals als PAF-Mannschaft bezeichnet wurde. Nach einem Jahr begann er dann für den Verein als Nachwuchstrainer zu arbeiten.
Ab dem Sommer 2001 arbeitete er dann als Co-Trainer der Profimannschaft, ehe er nach einem Jahr in dieser Tätigkeit wieder als Nachwuchstrainer für Şanlıurfaspor eingesetzt wurde. Von dieser Tätigkeit wurde er aber im Januar 2003 entbunden und übernahm stattdessen interimsweise die Profimannschaft des Vereins. Nach etwa sechs Wochen übergab er dann sein Amt an den Nachfolger.
Im August 2008 wurde Dağ schließlich zum Cheftrainer von Şanlıurfa Belediyespor ernannt, dem damals zweiten Verein Şanlıurfas im Profifußball. Diesen Klub betreute er bis November 2004.
Im Februar 2005 wurde er dann bei Şanlıurfaspor als Cheftrainer eingestellt und betreute die Mannschaft bis zum Saisonende.
Für die Saison 2008/09 übernahm er zum zweiten Mal in seiner Karriere Şanlıurfa Belediyespor. Nach zwei Monaten in dieser Tätigkeit verließ er diesen Klub wieder. Im März 2010 arbeitete er dann in der Nachwuchsabteilung dieses Vereins, blieb aber nur zwei Monate in diesem Amt.
Anschließend arbeitete er drei Jahre für die Nachwuchsabteilung von Şanlıurfaspor und übernahm im Sommer 2013 die Reservemannschaft des Vereins. Im März 2014 wurde er Cheftrainer der Profimannschaft und sollte die Mannschaft vorläufig bis zum Saisonende betreuen. Nach ausbleibendem Erfolg löste er nach gegenseitigem Einvernehmen mit der Klubführung seinen Vertrag Ende November 2015 auf und verließ somit den Klub wieder.

## Erfolge
Mit Şanlıurfaspor
- Meister der TFF 2. Lig und Aufstieg in die TFF 1. Lig: 1994/95